# یواس‌اس گرامپوس (اس‌اس-۴)
یواس‌اس گرامپوس (اس‌اس-۴) (به انگلیسی: USS Grampus (SS-4)) یک زیردریایی بود که طول آن ۶۳ فوت ۱۰ اینچ (۱۹٫۴۶ متر) بود. این زیردریایی در سال ۱۹۰۲ ساخته شد.